# Gherăseni
Gherăseni é uma comuna romena localizada no distrito de Buzău, na região de Valáquia. A comuna possui uma área de 56.41 km² e sua população era de 3663 habitantes segundo o censo de 2007.